# Jos Alberts
Johan Arend "Jos" Alberts (nascido em 24 de janeiro de 1960) é um ex-ciclista de estrada holandês.
Nos Jogos Olímpicos de 1984, realizados em Los Angeles, competiu na corrida de 100 km contrarrelógio por equipes, terminando na quarta posição, junto com seus compatriotas Gert Jakobs, Maarten Ducrot e Erik Breukink.